# Sousse
Sousse ([suːs], arabisch سوسة, DMG Sūsa) ist eine Hafenstadt am Mittelmeer und zugleich die drittgrößte Stadt in Tunesien. Der Name ist berberischen Ursprungs; entsprechende Parallelen finden sich in Libyen. Im Süden Marokkos wird eine ganze Region als Bilād as-Sūs bezeichnet.
Die Stadt liegt rund 130 Kilometer südlich der tunesischen Hauptstadt Tunis im Süden des Golf von Hammamet am Mittelmeer. Die Stadt hat 221.530 Einwohner, mit ihrem weiteren Umland 559.876 (2014). Sie ist Hauptstadt des Gouvernorat Sousse (wilāyat Sousse / ولاية سوسة / wilāyat sūsa) (2014: 699.001 Einwohner) und Metropole des tunesischen Sahel.

## Geschichte

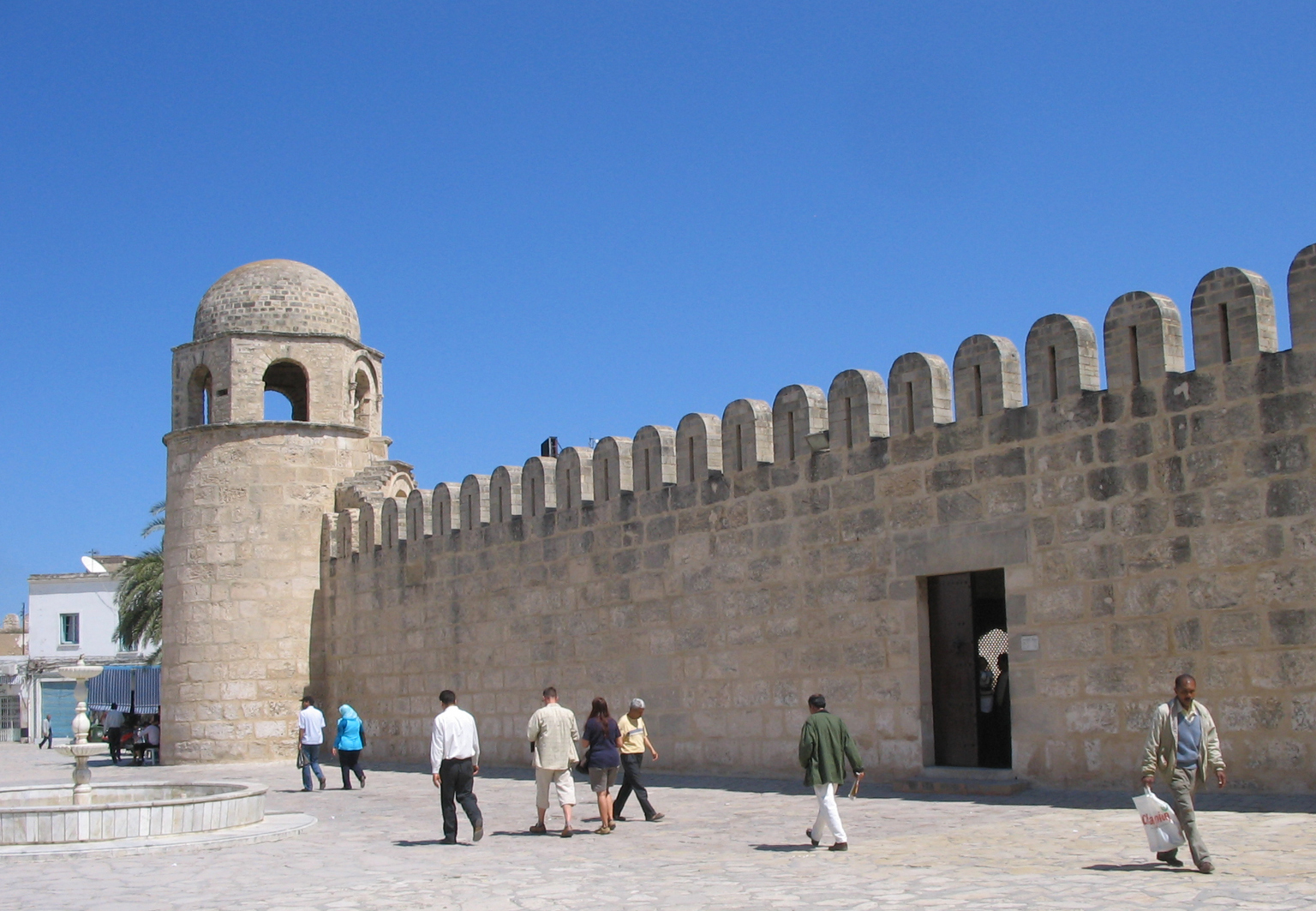
Eckturm der Großen Moschee in der Medina von Sousse

Sousse wurde im 9. Jahrhundert v. Chr. von den Phöniziern als Handelsstützpunkt mit dem Namen Hadrumetum gegründet und ist seitdem besiedelt. Im 3. Punischen Krieg entging Hadrumetum der Zerstörung durch die Römer, weil es sich rechtzeitig von Karthago losgesagt hatte. Unter der römischen Herrschaft erlebte die Stadt bis ins 3. Jahrhundert n. Chr. eine wirtschaftliche Blütezeit. Repressionen wegen der Teilnahme am Gordianus-Aufstand von 238 führten zum allmählichen Niedergang. Im 5. Jahrhundert folgte die Herrschaft der Vandalen und die Umbenennung in „Hunerikopolis“ (nach König Hunerich). Nach der byzantinischen Rückeroberung durch Belisar im 6. Jahrhundert wurde die Stadt in „Justinianopolis“ (nach Kaiser Justinian I.) umbenannt.
Im 7. Jahrhundert erfolgte die arabische Eroberung der Stadt durch ʿUqba ibn Nāfiʿ. Erst um 800 wurde sie von den Aghlabiden unter dem eingangs genannten Namen Sūsa neu gegründet und erlebte einen raschen Aufstieg als Hafen von Kairouan und Ausgangsbasis für die arabische Eroberung Siziliens. Während der Zeit der Aghlabiden entstanden der Ribāt im Jahr 821, die Festung (Kasbah) 844 und die Hauptmoschee 851. Im Frühjahr 946 wurde die Stadt für mehrere Monate von dem ibaditischen Aufständischen Abū Yazīd Machlad ibn Kaidād belagert.
Im 12. Jahrhundert wurde Sousse von den Normannen besetzt. Während der türkischen Herrschaft war es wie andere Hafenstädte ein Stützpunkt der Korsaren, die von den maghrebinischen Barbareskenstaaten aus operierten. Dies hatte Angriffe der Spanier, Franzosen und Venezianer zur Folge, die zum allmählichen Niedergang der Stadt führten. Der Wiederaufstieg erfolgte erst in der französischen Kolonialzeit ab 1881 mit dem Bau der Neustadt und des Hafens, der vor allem der Ausfuhr von Phosphat diente und nur während des Zweiten Weltkrieges vorübergehend unterbrochen wurde.
Am 26. Juni 2015 sind bei dem Anschlag in Port El-Kantaoui 2015 auf eine Hotelanlage rund zehn Kilometer nördlich der Stadt mindestens 39 Menschen ums Leben gekommen, darunter auch Deutsche.

## Stadtbild

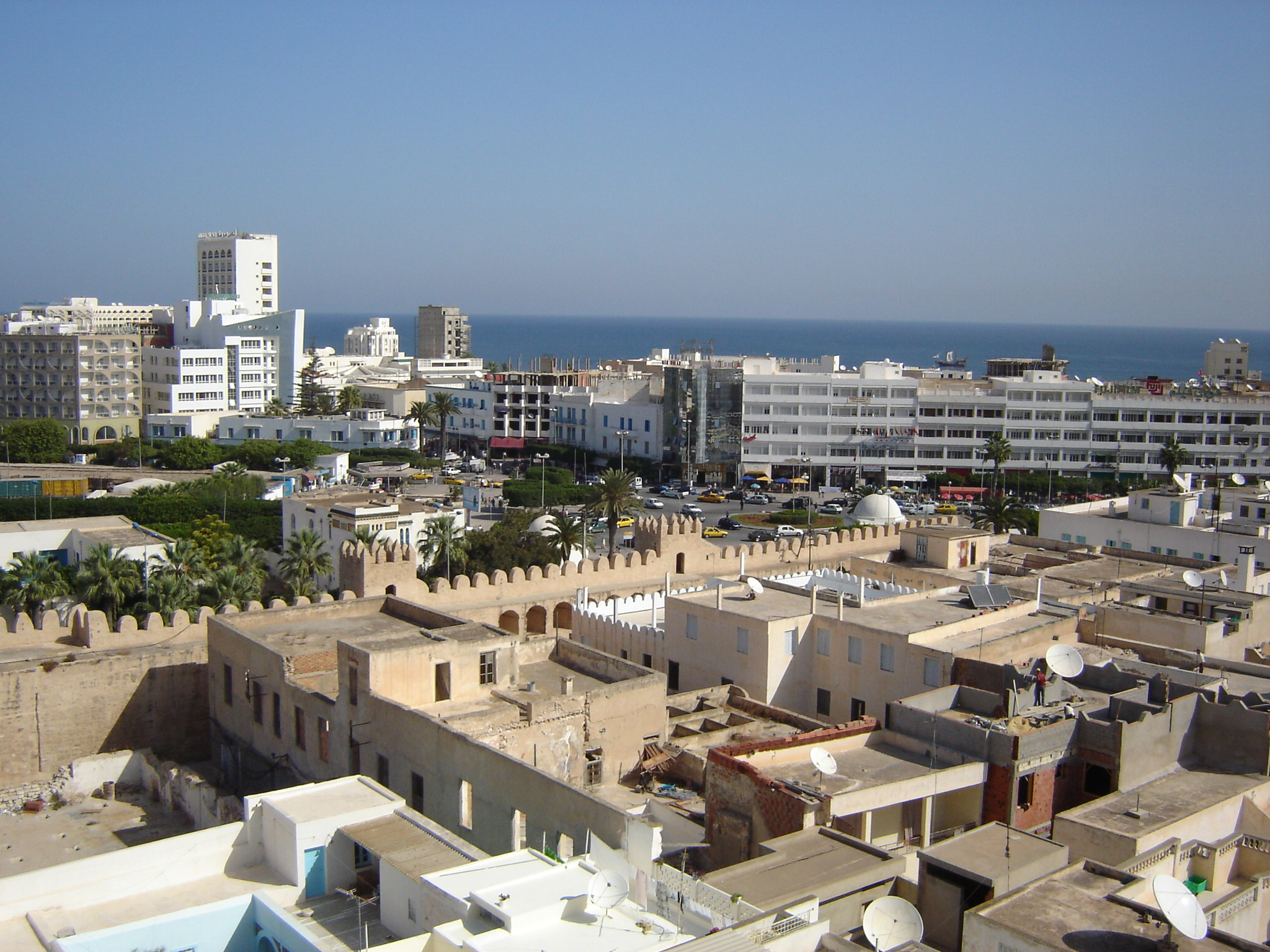
Blick von Turm des Ribat auf die Stadtmauer der Medina und die Neustadt

Die Medina (Altstadt) von Sousse geht auf das 9. Jahrhundert zurück und wird von einer 2,25 Kilometer langen Stadtmauer umgeben. Sie gehört seit 1988 zum Weltkulturerbe der UNESCO.
Am Ostrand der Medina erstreckt sich der ab 1899 angelegte Hafen. Nördlich davon liegt die von den Franzosen angelegte Neustadt. Entlang einer Uferpromenade sind in nördlicher Richtung Touristenhotels am Strand aneinandergereiht. Diesen Stadtteil entlang der Küste nennt man – im tunesischen Dialekt – Bou Dschaʿfar. Der Name geht auf einen nur wenig bekannten Gelehrten der Stadt Abū Dschaʿfar Aḥmad ibn Saʿdūn al-Urbusī zurück, der im Jahre 935 in Sousse starb und auf dem Friedhof Qubbat ar-Raml (Kuppel am Sand) an der Küste beigesetzt wurde.

## Bauwerke

### Ribat

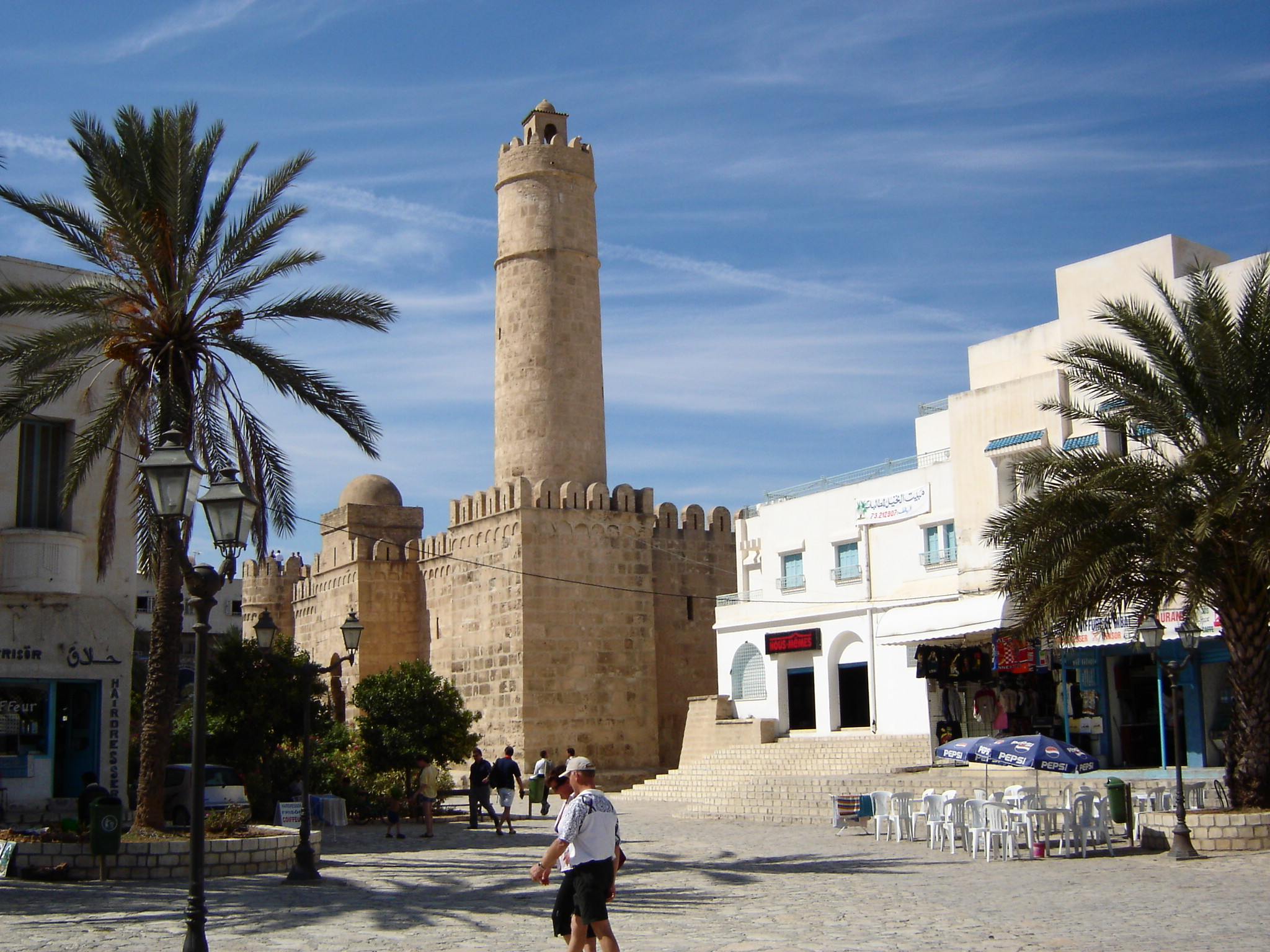
Der Ribāt von Sousse

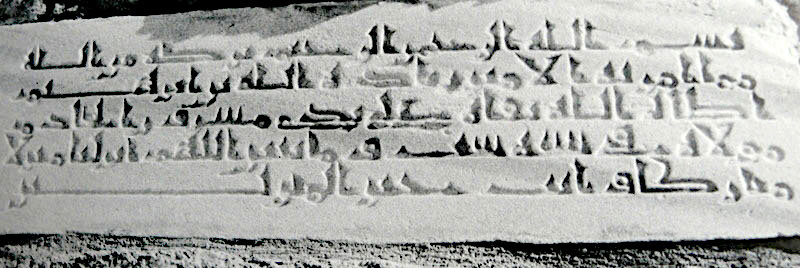
Die Gründungsinschrift des Ribats

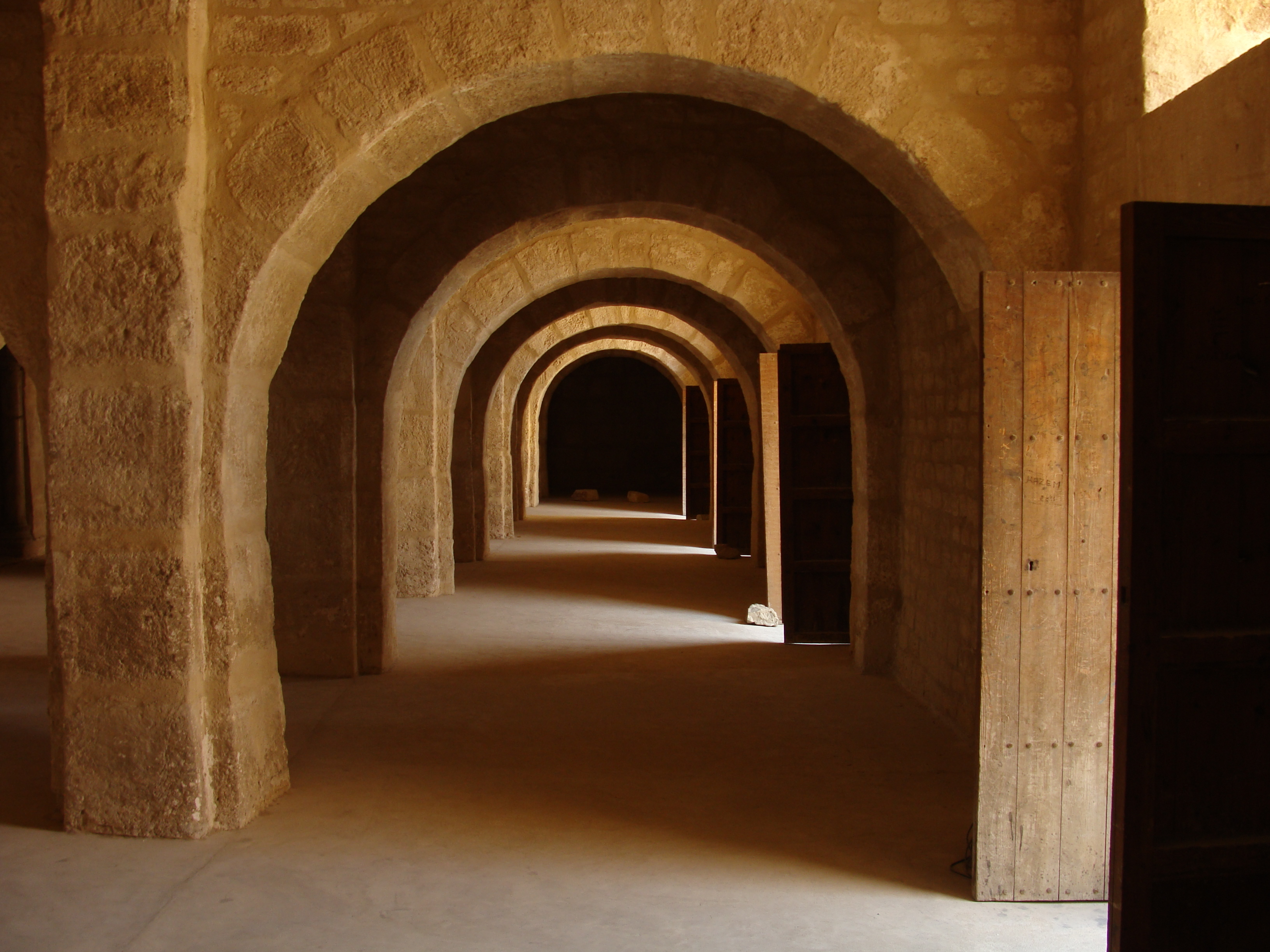
Betsaal im Obergeschoss

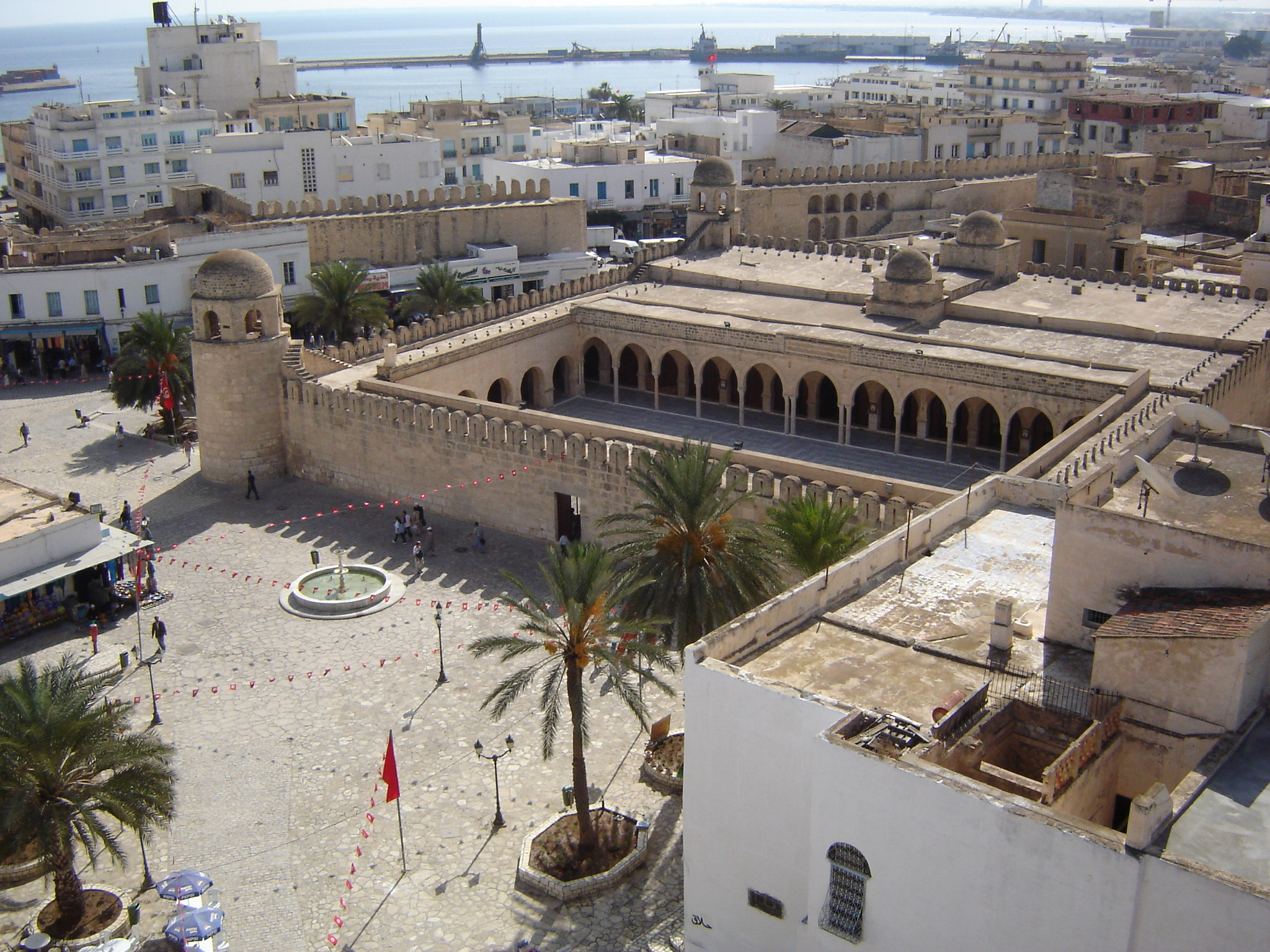
Die Große Moschee, vom Ribatturm gesehen

Unter den Aghlabiden entstand der Ribāt im Jahr 821, dessen ursprünglicher Name Ḥiṣn Sūsa (Die Festung von Sousse) war und der nach der Errichtung der Stadtmauer im Jahr 859 n. Chr. seine militärische Funktion allmählich verloren hat. Die Anlage diente als Speicher des benachbarten Arsenals. Die Gründungsinschrift auf einer Marmortafel ist über dem Tor zum Wachturmaufgang eingesetzt.

„Im Namen des barmherzigen und gnädigen Gottes. (Der) Segen kommt von Gott (allein). Das ist es, (dessen Bau) der Emir Ziyādat Allāh ibn Ibrāhīm, Gott möge ihm langes Leben schenken, durch seinen Diener und Freigelassenen Masrūr im Jahre 206 angeordnet hat. Herrgott, ‚gewähre mir eine gesegnete Unterkunft! Du kannst am besten für Unterkunft sorgen.‘“

Der letzte Satz – bis auf das erste Wort Allāhumma – entspricht Sure 23, Vers 29.
Neben einer kleinen Moschee im Obergeschoss mit einem Mihrāb sind im Untergeschoss weitere Räumlichkeiten, Magazine und Reste einer Olivenpresse erkennbar. Der imposante Eingang, von zwei korinthischen Säulen flankiert, ist als Doppeltor konzipiert und konnte nach dem Eintritt sowohl von hinten als auch von vorn gesperrt und somit der weitere Zugang zur Festung verhindert werden.

### Die Hauptmoschee
Die Hauptmoschee ist nach der erhaltenen Bauinschrift, die um die Hoffassaden in kufischem Duktus herumläuft, im Jahre 236 d.H. (zwischen 850 und 851) vom Aghlabiden-Emir Abū ʾl-ʿAbbās Muhammad I. erbaut worden. Den Betsaal hat man zwischen 894 und 897 in Richtung Qibla-Wand um drei Schiffe erweitert. Der als Minarett dienende Kuppelpavillon auf dem nördlichen Eckturm der Moschee ist ein späterer Anbau, stammt aber – entgegen der Ansicht von Creswell – aus der ersten Hälfte des 10. Jahrhunderts. Diese Kuppel findet schon in der Biographie des Richters von Sousse al-Hasan b. Nasr al-Susî, der 952 starb, wie folgt Erwähnung:
„Zur Zeit des Jahrmarktes, wenn die Kairouaner zum Ribat (nach Sousse) kamen, pflegte er (der Richter) in der Grossmoschee von Sousse unter der Kuppel (qubba) zu sitzen, von der aus zum Gebet gerufen wird und die auf die Tore zum Meer hinausgeht.Immer wenn er einen Mann kommen sah, der einen Jungen bei sich hatte, ließ er ihn kommen. Wenn der Junge mit seinem Vater oder sonst einem Verwandter war, ließ er ihn weitergehen. Wenn er (der Richter) ihn aber (der Homosexualität)verdächtigte, hinderte er ihn, über den Jungen frei zu verfügen.“

### Bou-Fatata-Moschee

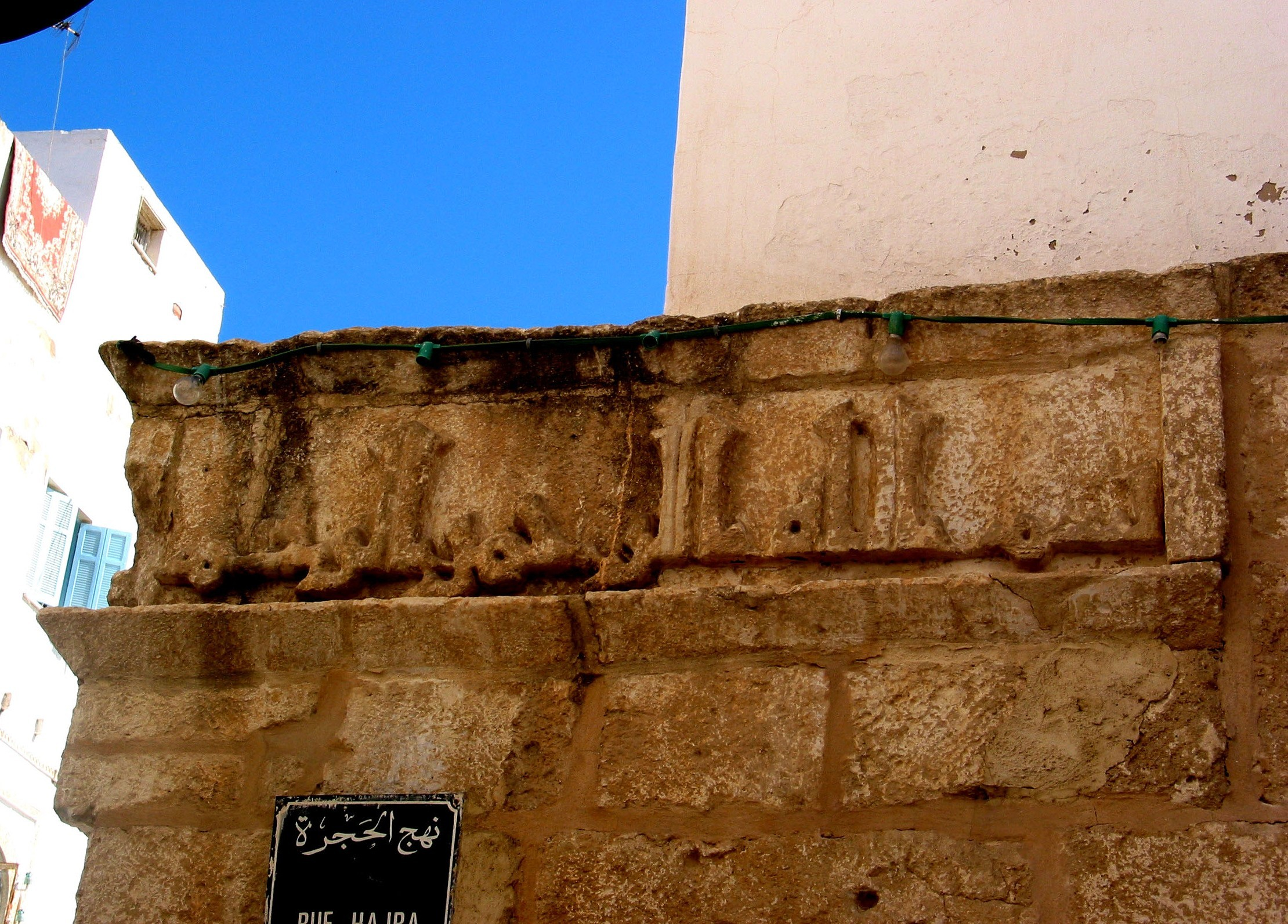
Gründungsinschrift der Bou-Fatata-Moschee

Die Bou-Fatata-Moschee مسجد بو فتاتة / masǧid Bū Fatāta ist die älteste Moschee der Stadt. Sie liegt in der Nähe des Südtors, am Rande der Märkte, und hat eine vorgelagerte Musallā. Sehenswert ist die älteste sakrale Inschrift in kufischem Duktus in Nordafrika an der Außenwand der Anlage. Der Überlieferung zufolge stammt diese kleine Moschee von nur acht Metern Seitenlänge aus der Zeit des Aghlabidenherrschers Abū ʿIqāl al-Aghlab ibn Ibrāhīm (regiert zwischen 838 und 841) und ist nach seinem Freigelassenen Fatata benannt worden. Die auffällig kleinen Ausmaße dieser Moschee, die zwanzig Jahre vor der Entstehung der Hauptmoschee errichtet wurde, sprechen für eine damals noch niedrige Bevölkerungszahl der Stadt. Die Hufeisenbogenstrukturen im Innern sind mit der Betsaalaufteilung der späteren Hauptmoschee vergleichbar.

### Die Koranschule az-Zaqqāq

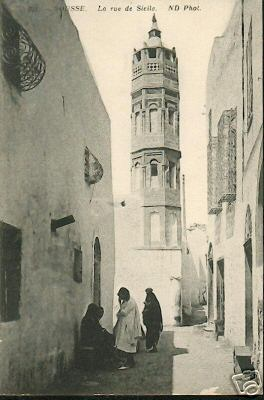
Historische Postkarte:Minarett der Madrasa az-Zaqqāq

In der Nähe der Hauptmoschee, in der Rue de la Sicile, wo die Wohnviertel der Altstadt in die Märkte übergehen, befindet sich die „Madrasa az-Zaqqāqiya“ المدرسة الزقاقية / al-madrasa az-Zaqqāqiya, deren eigene Moschee von einem Minarett im türkischen Stil flankiert wird. Lokalen Überlieferungen zufolge geht der Name dieser ehemaligen Schule auf den marokkanischen Gelehrten ʿAlī ibn Qāsim az-Zaqqāq († 1506 in Fès) zurück. Es ist jedoch wahrscheinlich, dass der Name mit dem wenig bekannten lokalen Gelehrten Abū Dscha'far Aḥmad az-Zaqqāq aus dem späten 9. Jahrhundert zu verbinden ist. In den kleinen Trakten der Schule waren die Schüler untergebracht, die neben dem Koran Grammatik und Rhetorik studiert haben. Ursprünglich handelte es sich wohl um ein Privathaus, das unter den Hafsiden in eine Schule umgewandelt wurde.
Wahrscheinlich geht dieser Bau ursprünglich ebenfalls auf eine aghlabidische Gründung zurück und ist dann unter den Sanhadscha, d. h. während der Ziriden-Herrschaft in Ifrīqiya erweitert worden; denn in einem der Räume befindet sich ein Grab mit einer Inschrift aus dem 11. Jahrhundert.

### Kasbah

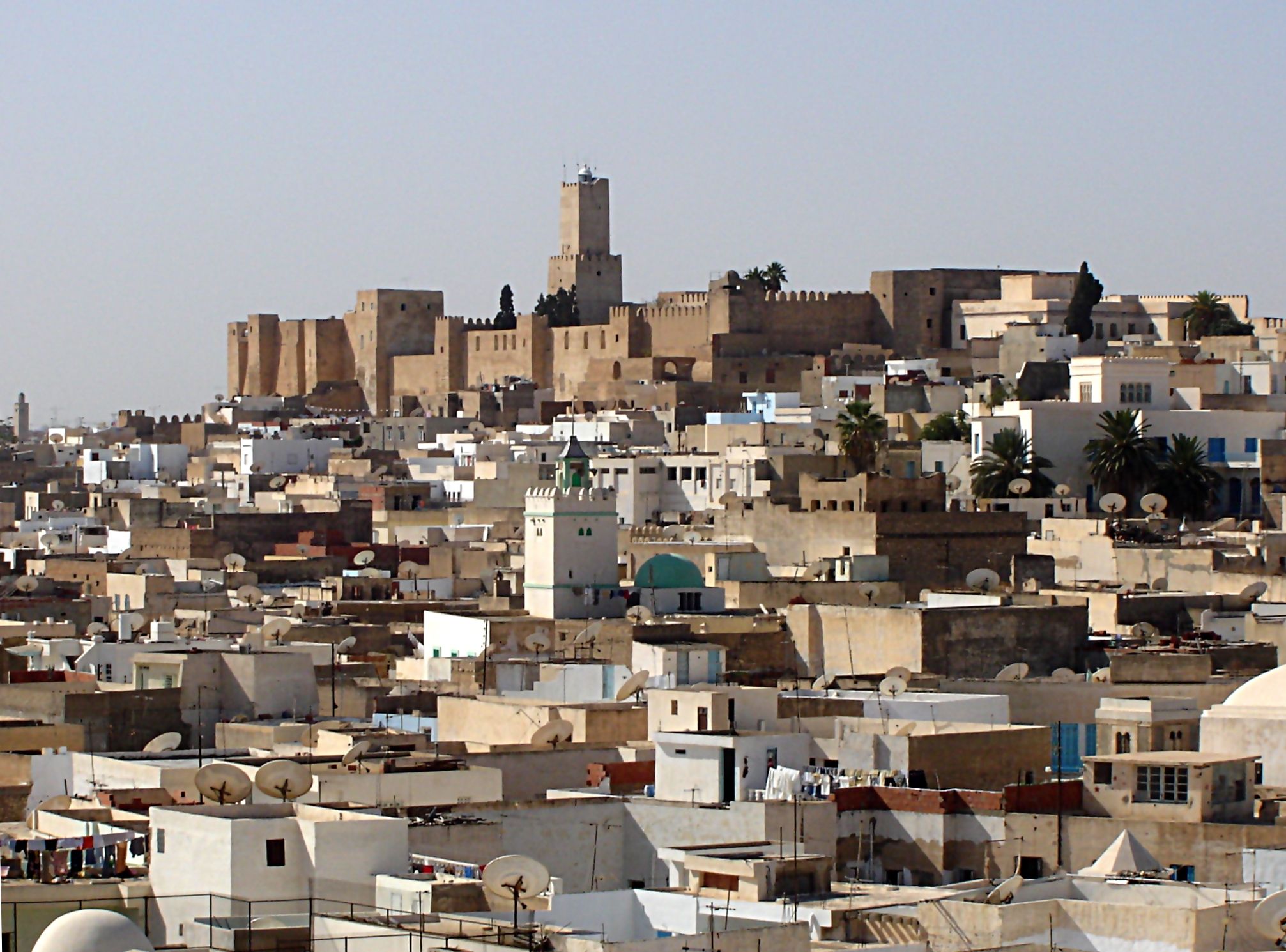
Blick vom Ribatturm über die Medina auf die Kasbah

Die Festung (Kasbah) stammt aus dem Jahr 844 und liegt an der höchsten Stelle der Altstadt. Ihr wurde im Jahre 853 der 30 Meter hohe Leuchtturm Khalaf al-Fatâ – benannt nach einem Eunuchen des Aghlabidenherrschers Ziyadat Allah I. – hinzugefügt. Heute ist in den Räumen der Kasbah das Archäologische Museum von Sousse untergebracht, in dem punische, römische und frühchristliche Exponate ausgestellt sind.
Teile der Kasbah bildeten die Kulisse der Stadt Jerusalem in Franco Zeffirellis Bibelverfilmung Jesus von Nazareth von 1977.

### as-Sufra
Mitten in den Märkten (al-aswāq) der Altstadt steht ein kleines Gebäude mit einer imposanten Kuppel und vorgesetztem Hof, das heute unter dem Namen as-Sufra (eigentlich: „Esstisch“) bekannt ist. Ursprünglich stand hier die größte Zisterne der Stadt, deren Fundamente mit großen Gewölben in die Zeit der Römer zurückreichen. Unter den Aghlabiden diente die Anlage zunächst als Gefängnis. Gemäß den Lokalhistorikern Nordafrikas entstand die zum Teil heute noch erhaltene Zisterne unter dem Emir Abū Ishāq Ibrāhīm II., regiert von 875 bis 902, der die Stadt mehrfach aufsuchte, um die Bauarbeiten vor Ort zu verfolgen. Auf Wunsch eines der Gelehrten der Stadt schaffte er das Gefängnis ab, ließ die alte Gewölbenanlage renovieren und eine Zisterne für die Bevölkerung einrichten. Aus zwei Auffangbecken bei Sousse – heute al-Moureddin – ist die Zisterne mit Regenwasser gespeist worden. In die gleiche Zeit fällt auch die Erweiterung der Hauptmoschee der Stadt.
Heute dient die renovierte Anlage als Museum mit dem angeschlossenen Café al-Qubba („Das Café zur Kuppel“).

## Wirtschaft und Tourismus

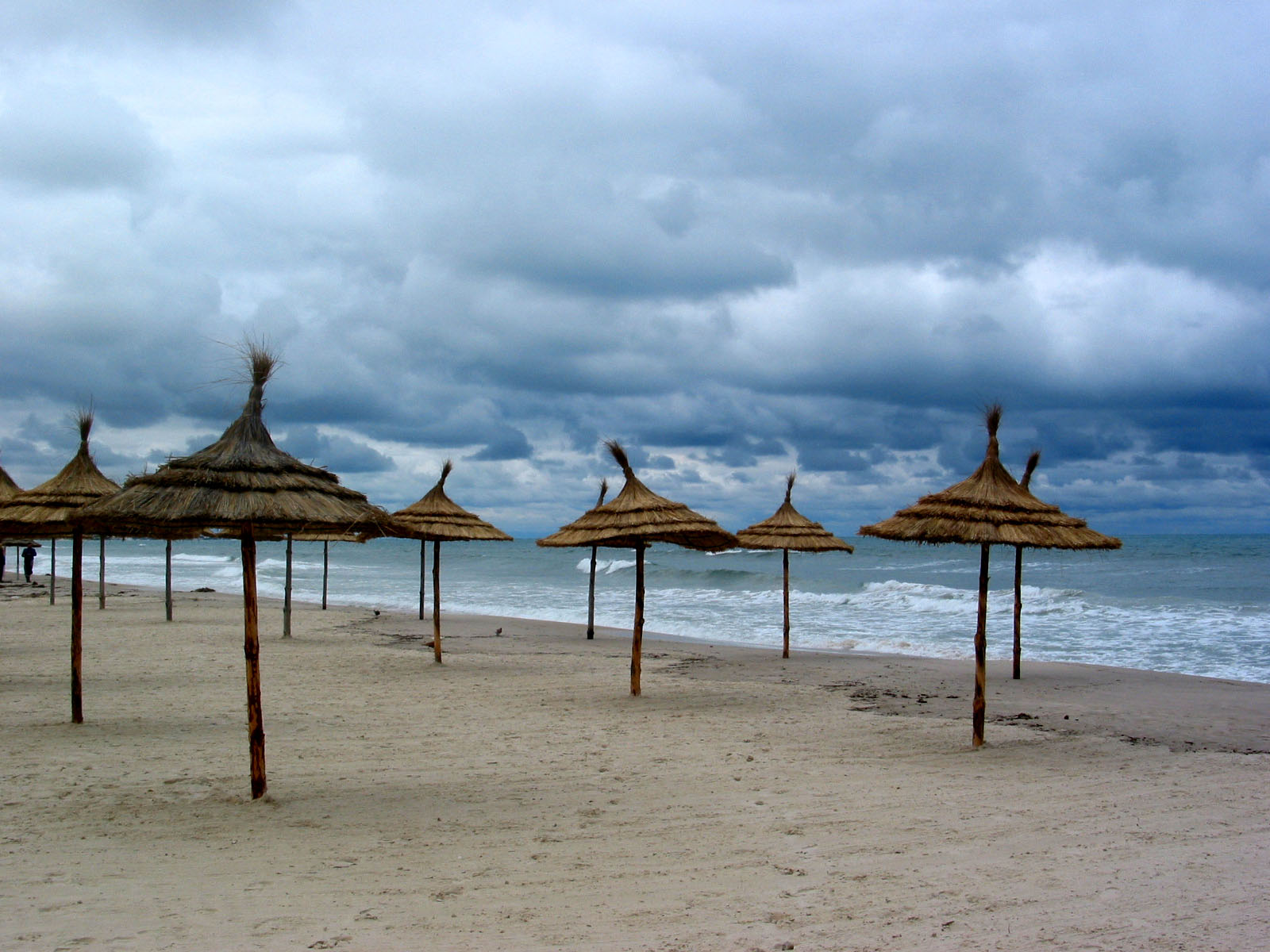
Sousse; Bou Dscha'far. Die Mittelmeerküste

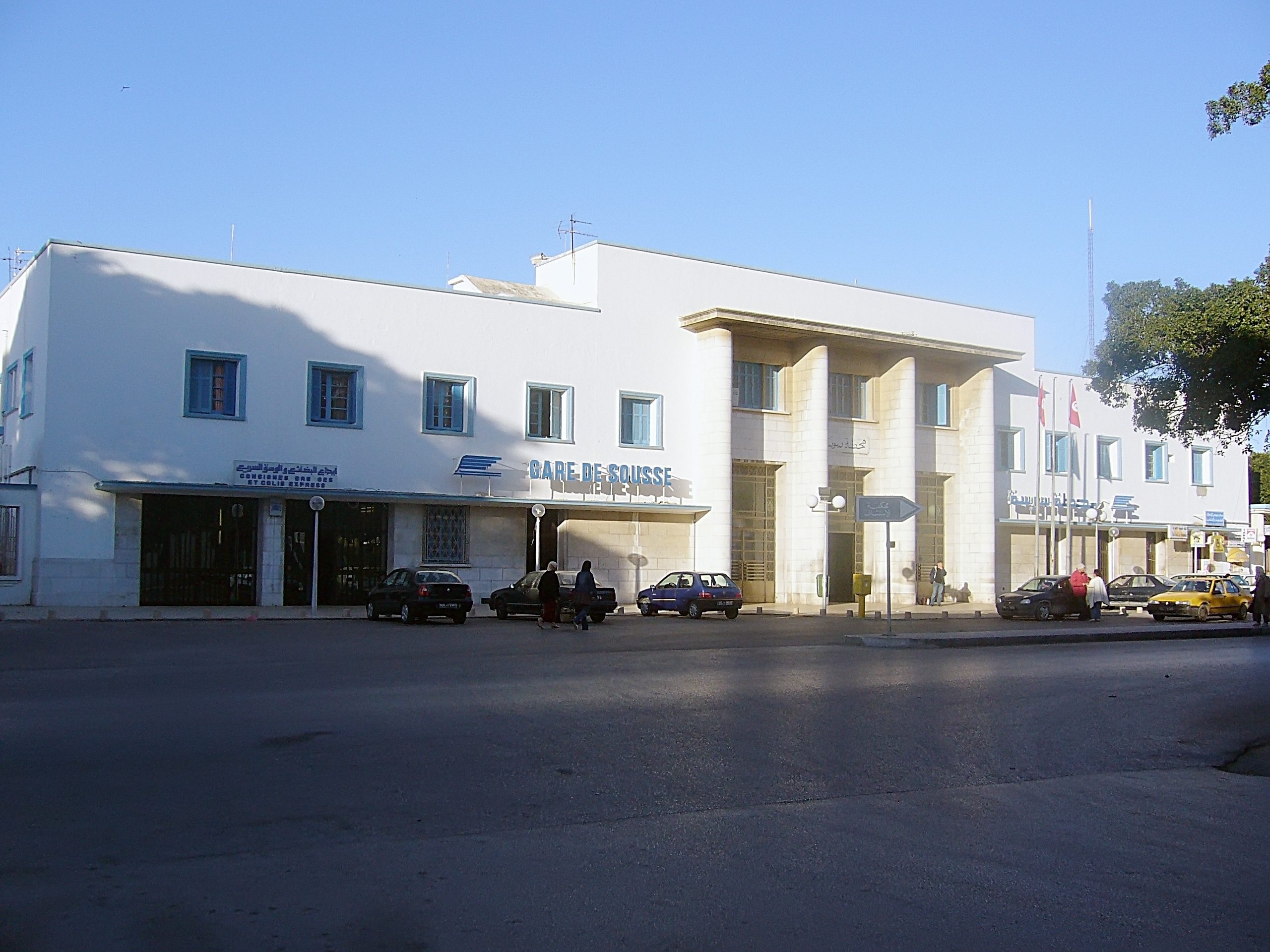
Der Bahnhof von Sousse

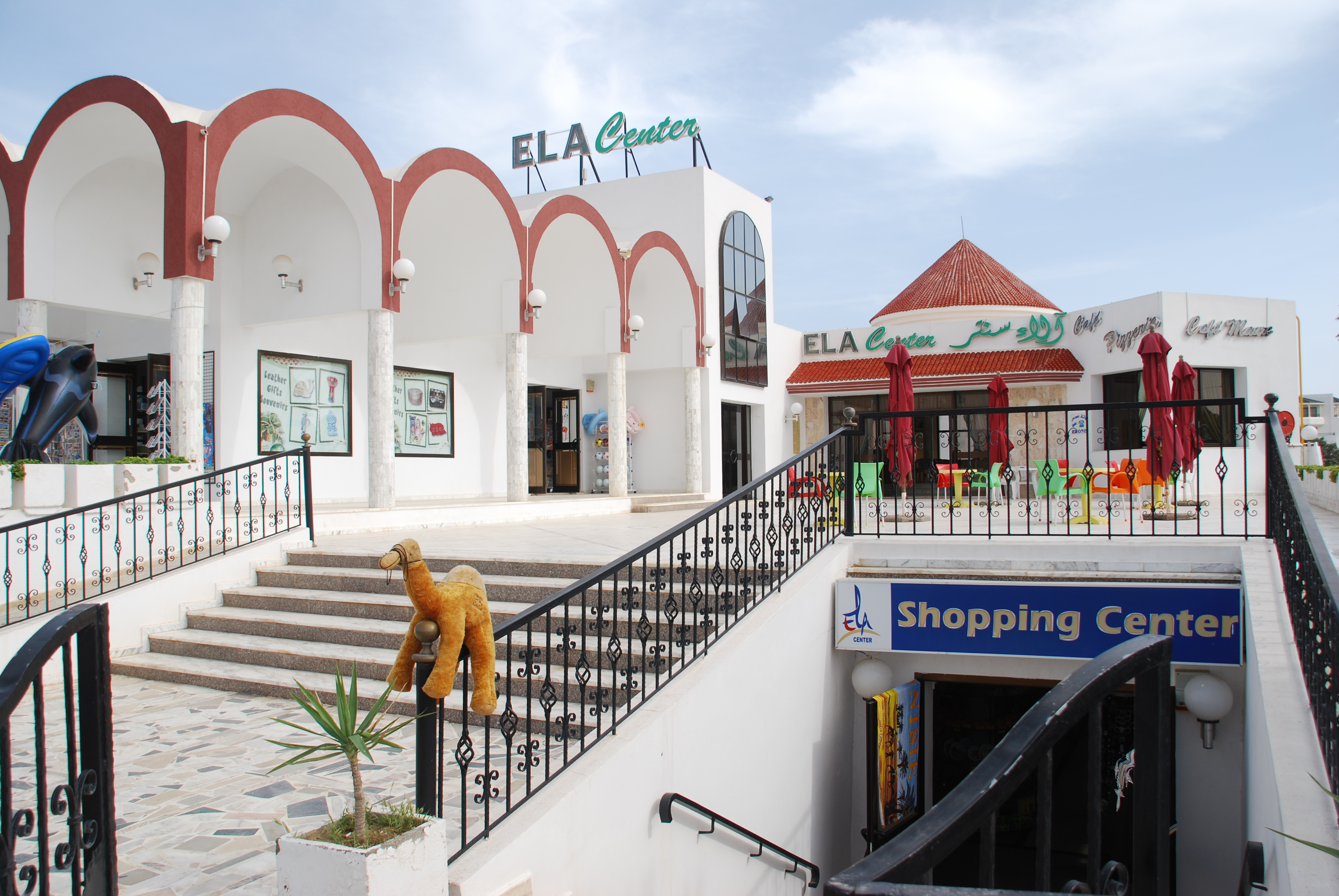
In den Tourismus-Zentren entlang der Mittelmeerküste finden sich zahlreiche moderne Einkaufszentren.

Wie schon in der Antike und im Mittelalter gründet sich Sousses wirtschaftliche Bedeutung heute hauptsächlich auf seine Rolle als Ausfuhrhafen. Daneben haben sich in Sousse vor allem die Textilindustrie und die Nahrungsmittel verarbeitende Industrie angesiedelt. Als wichtiger Wirtschaftsfaktor hat sich der Tourismus etabliert. Im Norden von Sousse befinden sich im Strandbereich Hotels mit einer Kapazität von 40.000 Betten.
Im November 2019 wurde einige Kilometer außerhalb von Sousse im Vorort Kalâa Kebira ein modernes Einkaufszentrum (Mall of Sousse) eröffnet.

## Verkehr
Der Bahnhof von Sousse liegt an der SNCFT-Hauptstrecke von Tunis nach Sfax, die auch Ligne de la Côte bezeichnet wird. Es verkehren mehrere Züge täglich bis Gabès und Tunis. Die Stadt verfügt über eine Louage-Station. Die Taxis fahren täglich nach Tunis, Monastir, Kairouan, Sfax-Gabès, Kasserine, Gafsa und in die umliegenden Siedlungen. Es gibt auch nach Tripolis, Libyen direkte Verbindungen.
Des Weiteren betreibt die SNCFT eine Nahverkehrsbahn, die sogenannte Métro du Sahel. Sie verbindet Sousse über Skanes und Monastir mit Mahdia. Der Ausgangspunkt der Metro liegt am südlichen Hafen am alten Stadttor Bab Djedid.
Von 1882 bis 1896 war die von den Franzosen innerhalb von 3½ Monaten auf einer Römerstraße errichtete Chemin de fer Decauville de Sousse à Kairouan mit einer Spurweite von 600 mm in Betrieb.
Sousse kann sowohl vom zehn Kilometer entfernten Flughafen Monastir als auch vom etwa 30 Kilometer entfernten Flughafen Enfidha-Hammamet erreicht werden.

## Städtepartnerschaften
- Thiès, Senegal seit 1965
- Ljubljana, Slowenien seit 1967
- Poděbrady, Tschechien seit 1969
- Braunschweig, Deutschland seit 1980
- Marrakesch, Marokko seit 1982
- Constantine, Algerien seit 1984
- Atar, Mauretanien seit 1989
- Boulogne-Billancourt, Frankreich seit 1993
- Miami, Vereinigte Staaten seit 1994
- Salalah, Oman seit 1994
- Latakia, Syrien seit 1995
- Izmir, Türkei seit 2006
- Weihai, China seit 2007
- Serpuchow Rajon, Russland seit 2007

## Söhne und Töchter der Stadt
- Oscar Ghez (1905–1998), Unternehmer, Kunstsammler und Mäzen
- Sleim Ammar (1927–1999), Psychiater und Schriftsteller
- Hamed Karoui (1927–2020), Politiker und Premierminister
- Sophie El Goulli (1931–2015), Schriftstellerin und Kunsthistorikerin
- Luca Ronconi (1933–2015), italienischer Theaterregisseur
- Zine el-Abidine Ben Ali (1936–2019), Politiker und Präsident Tunesiens
- Abdelmajid Chetali (* 1939), Fußballspieler und -trainer
- Mohamed Ghannouchi (* 1941), Politiker
- Ahmed Bahaeddine Attia (1946–2007), Filmproduzent, Filmregisseur und Drehbuchautor
- Habib Essid (* 1949), Ökonom und Politiker
- Hamadi Jebali (* 1949), Ingenieur, Journalist und Politiker
- Marcel Dadi (1951–1996), französischer Gitarrist
- Mohammed Sahbi Basly (* 1952), Politiker und Diplomat
- Georges Fenech (* 1954), französischer Politiker und Richter
- Lotfi Ayed (* 1959), schwedischer Boxer
- Dov Alfon (* 1961), israelischer Journalist und Schriftsteller
- Olfa Youssef (* 1964), Universitätsprofessorin und Autorin
- Ziad Jaziri (auch Zied) (* 1978), Fußballspieler, Sportdirektor
- Hamdi Kasraoui (* 1983), Fußballtorhüter
- Mejdi Traoui (* 1983), Fußballspieler
- Mohamed Ali Nafkha (* 1986), Fußballspieler
- Aymen Abdennour (* 1989), Fußballspieler
- Haifa Guedri (* 1989), Fußballspielerin
- Rami Bedoui (* 1990), Fußballspieler
- Aymen Toumi (* 1990), Handballspieler
- Mohamed Amine Ben Amor (* 1992), Fußballspieler
- Mortadha Ben Ouanes (* 1994), Fußballspieler
- Mootez Zaddem (* 2001), Fußballspieler